# Golpe de Estado en Irak de Noviembre de 1963
El Golpe de Estado en Irak de Noviembre de 1963 tuvo lugar entre el 13 y el 18 de noviembre de 1963 cuando, tras las divisiones internas del partido, oficiales iraquíes pro nasseristas lideraron un golpe militar dentro del Partido Baaz. Aunque el golpe en sí fue incruento, 250 personas murieron en acciones relacionadas.

## Antecedentes
Después de tomar el poder estatal iraquí en febrero de 1963, las divisiones entre líderes baaz pro y anti-Nasser, así como entre líderes baaz nacionalistas panárabes de derecha e izquierda llevaron al primer gobierno baaz en el colapso de Irak en noviembre de 1963, mientras que 7,000 comunistas iraquíes permanecieron encarcelados.
El exdiputado de Qasim, Abdul Salam Arif (que no era baazista) recibió el título mayoritariamente ceremonial de presidente, mientras que el prominente general baazista Ahmed Hasán al Bakr fue nombrado primer ministro. El líder más poderoso del nuevo gobierno fue el secretario general del Partido Baaz iraquí, Ali Salih al-Sa'di, quien controló la milicia de la Guardia Nacional y organizó una masacre de cientos, si no miles, de presuntos comunistas y otros disidentes tras el golpe.
al-Sa'di apoyó una unión con Siria, mientras que el ala militar más conservadora apoyó la "primera política de Irak" de Qasim. El faccionalismo, junto con el comportamiento indisciplinado de la Guardia Nacional, llevó al ala militar a iniciar un golpe de Estado contra la dirección del partido; al-Sadi se vio obligado a exiliarse en España. al-Bakr, en un intento por salvar al partido, convocó a una reunión del Comando Nacional del Partido Baaz. La reunión exacerbó los problemas del Partido. Aflaq, que se veía a sí mismo como el líder del movimiento baazista panárabe, declaró su intención de tomar el control del Partido Baaz iraquí. El ala "Irak primero" se indignó, el presidente Arif perdió la paciencia con el Baaz y el Partido fue expulsado del gobierno el 18 de noviembre de 1963. Los 12 miembros del gobierno del Baaz se vieron obligados a dimitir y la Guardia Nacional fue sustituida por el Guardia Republicana.

## Golpe de Estado
El martes 12 de noviembre, al-Sadi y 18 de sus colegas del Partido Baaz fueron apresados a punta de pistola y trasladados en avión a Madrid. Al día siguiente, sin mencionar a al-Sadi, Radio Bagdad anunció que el gobernante Partido Baazista ahora estaba dirigido por un consejo de 15 miembros encabezado por al-Bakr. Unos minutos antes de las 11:00, la radio se apagó y los aviones de combate bombardearon el Palacio Presidencial en Bagdad; grandes multitudes de partidarios de al-Sadi se manifestaron en Bagdad. Por la tarde, las fuerzas del primer ministro al-Bakr habían recuperado el control. La noche siguiente en Madrid, al-Sadi anunció que ocho de los nuevos líderes del Baaz habían sido derrocados y trasladados a Beirut, y que al-Sadi regresaría a Bagdad con los baazistas sirios. El lunes 18 de noviembre, el presidente iraquí Abdul Salam Arif, su hermano, el general de brigada Abdul Rahman Arif y sus partidarios del ejército iraquí reprimieron la milicia de la Guardia Nacional Baaz (que había aumentado de 5,000 a 34,000 entre febrero y agosto de 1963) y  bombardearon la sede de la milicia de la Guardia Nacional Baaz mientras otros oficiales superiores y partidarios de Abdul Salam Arif, como Khaleel Jassim AlDabbagh, Saeed Hamo, Abdul Aziz Al Aqili y Younis Atar Bashi tomaron el control de la cuarta y tercera divisiones y reprimieron a los baazistas de la milicia de la Guardia Nacional en Mosul y Kirkuk. Luego destituyó a al-Bakr como primer ministro; al-Sadi no fue incluido en el nuevo consejo y permaneció en el exilio.
Como resultado, el primer gobierno Baaz fue derrocado y se estableció un nuevo gobierno pro nasserista con Abdul Salam Arif como Jefe de Estado. El Partido Baaz Árabe Socialista de Irak fue prohibido, junto con todos los demás partidos políticos, y la Unión Árabe Socialista de Irak fue declarada el único partido legal en la República Iraquí.